# Keep the Car Running
Keep the Car Running is de tweede single van het album Neon Bible van Arcade Fire. In 2007 behaalt de single de eerste plaats in de Kink 40. De single behaalt echter geen notering in de Nederlandse Single Top 100 en de Nederlandse Top 40.
Het is een popnummer dat uit drie gedeeltes bestaat waarin de drum wordt ingezet. Tussen die stukken door vallen de drumpatronen weg. In het nummer nemen violen een prominente rol in. Een opvallend fenomeen dat ongewoon is voor een rocksingle.